# Mon pantalon est décousu
 (août 2025).
Mon pantalon est décousu est un court-métrage muet, réalisé par André Heuzé en 1908.

## Synopsis
Au moment de se rendre à une soirée, le vicomte de Dieutegarde se rend compte que son pantalon est décousu. Il le répare tant bien que mal et doit y faire attention pendant toute la soirée. Il avance raide comme un balai, maintient une chaise sur ses fesses quand il se lève...

## Fiche technique
- Réalisation : André Heuzé
- Scénario : André Heuzé
- Production : Pathé Frères
- Durée : 100 min
- Première présentation le 15 février 1908

## Distribution
- Max Linder : le vicomte de Dieutegarde